# Delias acalis
Delias acalis är en fjärilsart som först beskrevs av Jean Baptiste Godart 1819.  Delias acalis ingår i släktet Delias och familjen vitfjärilar. Inga underarter finns listade i Catalogue of Life.

## Bildgalleri

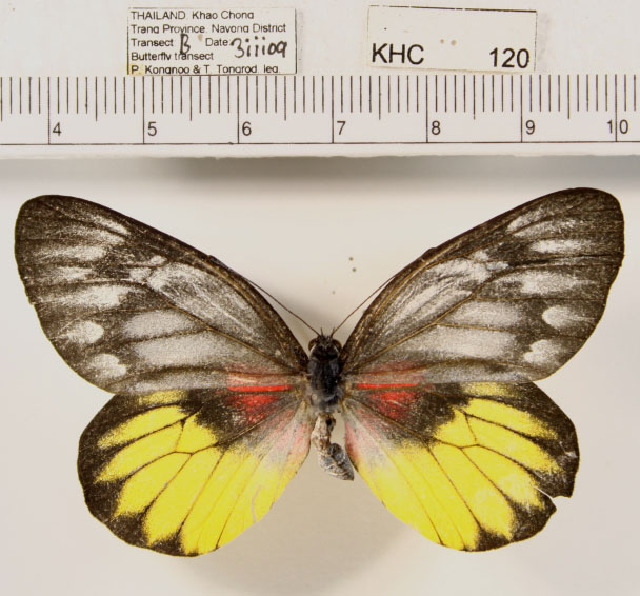
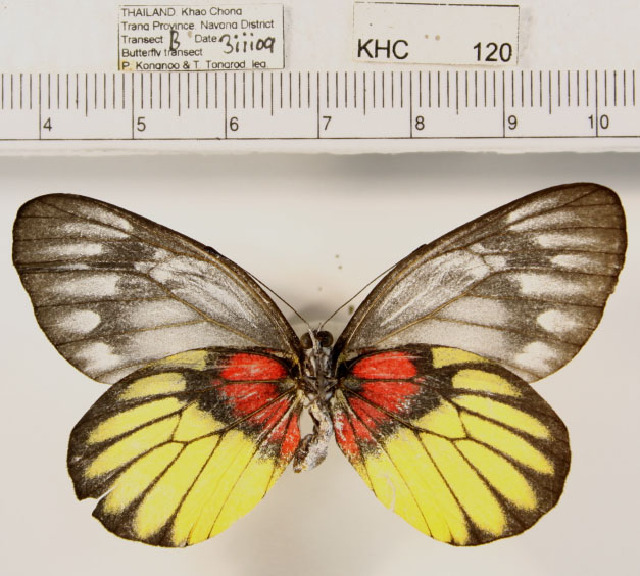
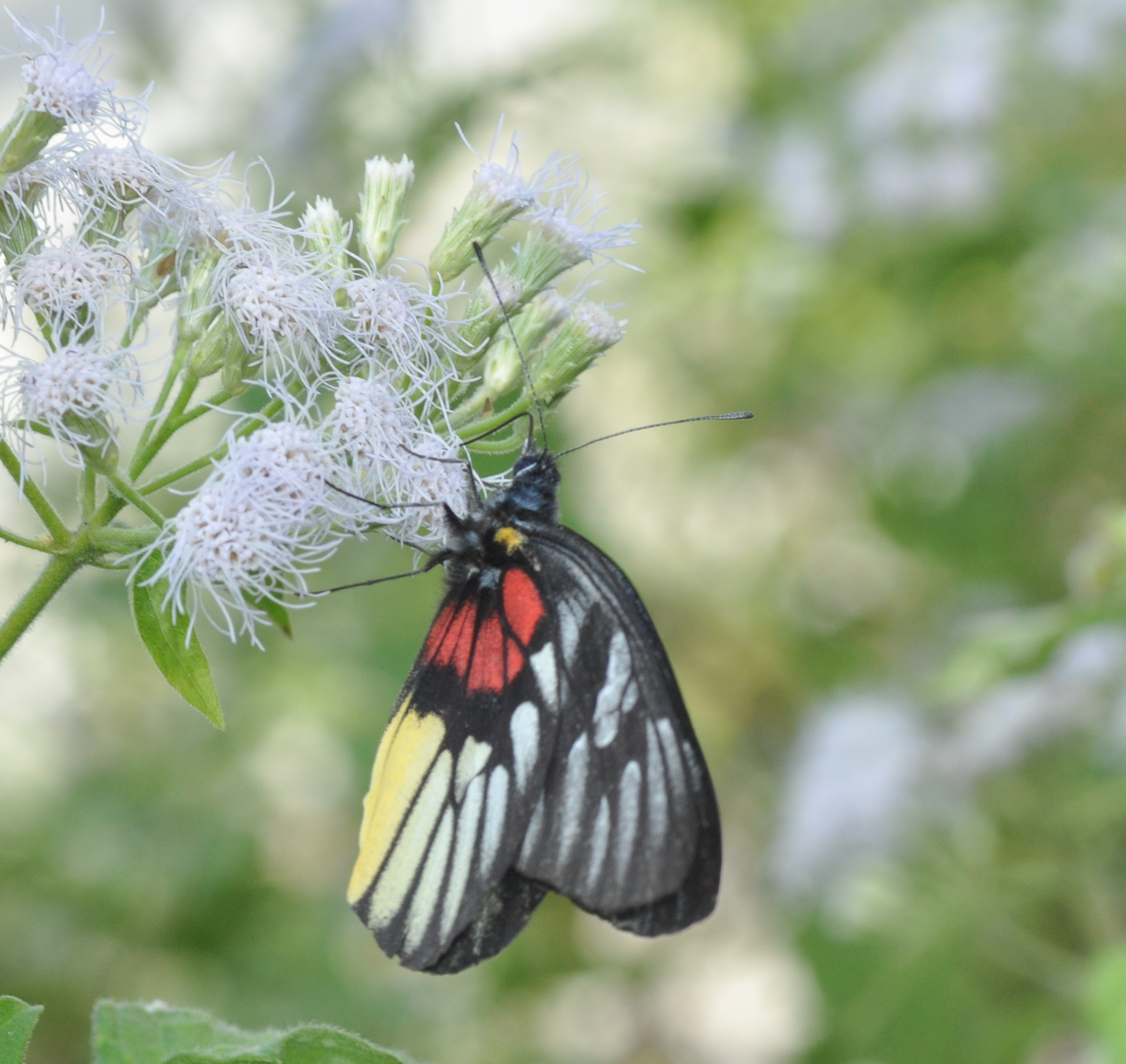